# Хрущ Валентин Дмитрович
Валентин Дмитрович Хрущ (24 січня 1943, Одеса — 24 жовтня 2005, Кімри) — український художник, центральна постать Одеського андеграунду другої половини XX століття.

## Біографія
Народився 24 січня 1943 року в окупованій Одесі. Його батько був капітаном траулера, мати померла, коли Валентину було 7 місяців. З дитинства його виховувала бабуся, яка і прищепила любов до мистецтва. Вона водила його по квартирах своїх друзів, де майбутній художник вперше познайомився з роботами одеських класиків, таких як Теофіл Фраерман, Петро Нілус, Киріак Костанді, Тит Дворніков, — в той час вони перебували в приватних зібраннях, а не в музеях.
Початкову художню освіту здобув в Одеській художній школі. У 1950-х роках навчався в Одеському художньому училищі (вчителі Зайцев, Єгоров, Павлюк, Фраерман), пізніше був виключений за «ліві» погляди. З 1958 року щорічно виставлявся на обласних виставках в Одесі.
У 1967 році відбулася знаменита виставка «Сичик + Хрущик», організована художниками Валентином Хрущом та Станіславом Сичовим на паркані одеського Оперного театру, що стала точкою відліку «одеського нонконформізму» і отримала згодом назву «Парканна виставка». Акція тривала всього три години. Інформація про даний проект вийшла далеко за межі Одеси, безсумнівно, послуживши прикладом московським виставкам, зокрема, «Бульдозерної виставці» в Москві, яка відбулася в 1974 році. Збереглися фотографії Михайла Рибака. Художників підтримувала редакція газети «Комсомольска іскра», на виставці біля Оперного театру були присутні редактор І. Білий, письменник А. Львов, журналісти А. Іванов і Є. Голубовський, який організував 1968 року першу персональну виставку художника в залі газети «Комсомольськ іскра».
З 1970-х Валентин Хрущ бере активну участь в організації перших «квартирних виставок» в Одесі, які проходили щотижня в квартирах-майстернях художників Олега Соколова, Олександра Ануфрієва і Маргарити Жаркової, Віктора Маринюка і Людмили Ястреб, а також у квартирі колекціонера Володимира Асрієва, що знаходилася між офісами КДБ і МВС. У цей період ім'я Валентина Хруща, так само як і його колег по «одеському нонконформізму» А. Ануфрієва, В. Стрельникова, Л. Ястреб, В. Маринюка, С. Сичова, В. Басанця стали з'являтися в іноземних каталогах і виставкових експозиціях. У 1979 році брав участь в неофіційній виставці «Сучасне мистецтво з України» (Мюнхен-Лондон-Париж-Нью-Йорк).
Валентин Хрущ завжди знаходився в авангарді художніх течій, тісно спілкувався з молодим поколінням одеських художників-концептуалістів і організовував акції, хоча сам ніколи їх так не називав і не документував. Серед найвідоміших — «Виставка для птахів» становила картини, вивішені художником на деревах, глядачами були птахи. Друга подібна — «Виставка для моря», в якій художник розмістив свою абстрактну картину на стіні пляжу, сфотографував і пішов.
У 1982 році Валентин Хрущ переїхав з Одеси до Москви. У 1991 році відбулася його персональна виставка в Центральному Будинку Художника.
Останні роки Валентин Хрущ провів у містечку Кімри Тверської області, де помер від раку 24 січня 2005. Похований там же в огорожі Нікольського храму.

## Творчість
Для художньої манери Валентина Хруща характерні легкість і динаміка. Він вільно володів усіма стилями живопису, технікою колажу, скульптурою і різьбленням по дереву. Серед широкого спектру жанрів живопису, в яких працював художник, — натюрморт, абстракція, ню, пейзаж. Візитною карткою Валентина Хруща стали натюрморти з рибками.

## Колекції

#### Музейні
- Zimmerli Art Museum (Нью-Джерсі, США)
- ЮНЕСКО (Париж, Франція)
- Національний художній музей України (Київ, Україна)
- Музей сучасного мистецтва Одеси (Одеса, Україна)
- Музей сучасного мистецтва України (Київ, Україна)
- Кімрський краєзнавчий музей (Кімри, Росія)
- Одеський художній музей (Одеса, Україна)

#### Приватні
- Галерея NT-Art (Одеса, Україна)[18]
- Grynyov Art Collection[19]
- Podolsky Art Gallery (Гринвіч, США)[20]

## Вибрані виставки

###### Персональні виставки[18]
- 2009: «Виставка робіт Валентина Хруща (1943—2005)» / NT-Art Gallery, Одеса, Україна
  - 2009: «Роботи Валентина Хруща з приватних колекцій» / Музей сучасного мистецтва Одеси, Одеса, Україна.
- 2004: «Одеська школа сьогодні. Півстоліття разом» / Одеський художній музей, Одеса, Україна (буклет).
- 2003: «Ювілейна виставка» / Виставковий зал, Кімри, Росія
- 2002: «Хороший Хрущ» у рамках фестивалю «Культурні герої» / Музей західного і східного мистецтва, Одеса, Україна
- 2001: «40 років Жовтня» до Дня міста / Будинок вчених, Кімри, Росія
  - 2001: «Salve». «Валентин Хрущ. Живопис, графіка» / Музей західного і східного мистецтва, Одеса, Україна
  - 2001: «Валентин Хрущ. Живопис, графіка. З колекції А. Сазонова» / Кімрський краєзнавчий музей, Кімри, Росія
- 2000: «Валентин Хрущ. Живопис, графіка» / Музей краєзнавства та етнографії, Дубна, Росія
  - 2000: Виставка фотографій Валентина Хруща / Музей західного і східного мистецтва, Одеса, Україна
- 1999: Редакція газети «Провінціал — експрес» / Кімри, Росія
- 1998: «Відображення» / Міський виставковий зал, Кімри, Росія
- 1997: Виставка до 450-річчя міста / Міський виставковий зал, Кімри, Росія
- 1996: Квартирна виставка у скульптора Метлянского. Москва, Росія
- 1995: «Валентин Хрущ. Живопис. Графіка. З колекції А. Бикової». Музей етнографії, Москва, Росія
  - 1995: «Валентин Хрущ. Живопис. Графіка». Кімрський обласний театр драми і комедії, Кимри, Росія
- 1994: Квартирна виставка у голови товариства «Якиманка» А. Белоглазова. Москва, Росія
- 1993: Виставка московської Біляївської групи. Паневежис, Литва
  - 1993: Ювілейна виставка В. Хруща (організатор Фелікс Кохріхт). Музей західного і східного мистецтва Одеса, Україна
- 1991: Центральний Будинок художника, Москва, Росія
- 1986: Виставка московської Біляївської групи. Лінц, Австрія
- 1967: Парканна виставка «Сичик + Хрущик» (спільно з С. Сичовим). Паркан Одеського Оперного театру, Одеса, СРСР

###### Групові виставки[18]
- 2013: «Одеська школа. Традиції і актуальність» / Мистецький Арсенал, Київ, Україна
  - 2013: «Одеська школа. Традиції і актуальність» / Арт- Донбас, Донецьк, Україна (каталог)
  - 2013: «Бебеля 19. Квартирні виставки» / NT-Art Gallery, Одеса, Україна (каталог)
  - 2013: «Бебеля 19. Квартирні виставки. У рамках проекту IV Fine Art Ukraine» / Мистецький Арсенал, Київ, Україна (каталог)
- 2012: «Середня нога» / NT-Art Gallery, Одеса, Україна (каталог)
  - 2012: «Музика світу» / NT-Art Gallery, Одеса, Україна (каталог)
- 2010: «Fine Art Ukraine» / Мистецький Арсенал, Київ, Україна
- 2009: «Валентин Хрущ» / Одеське відділення Національної спілки художників України, Одеса, Україна
- 2008: «Как молоды вы были… Одесские художники-нонконформисты. 60-е — 80-е годы XX века в собраниях Феликса Кохрихта и Анатолия Дымчука». NT- Art Gallery, Одеса, Україна (каталог)
- 2006: «Валентин Хрущ. Не застали вдома» / Кімрський краєзнавчий музей, Кімри, Росія
- 2005: «Одеська група. Виставка шести провідних художників Одеської школи» / Галерея «Chambers» Лондон, Велика Британія (каталог)
- 2004: «Одеська школа сьогодні» / Одеський художній музей, Одеса, Україна
- 1999: «Художники неофіційного напрямку. Андеграунд 60-80 рр. З колекції Т. Басанець» / Галерея «Мост», Одеса, Україна
- 1990: «Вавілон» / Центральний Палац Молоді, Москва, СРСР
- 1980: «Всесвітня виставка-ярмарок» (слайдшоу одеських художників) / Вашингтон, США
- 1979: «Сучасне мистецтво з України» (неофіційна виставка) / Мюнхен — Лондон — Париж — Нью — Йорк